# Eileen Hoffmann

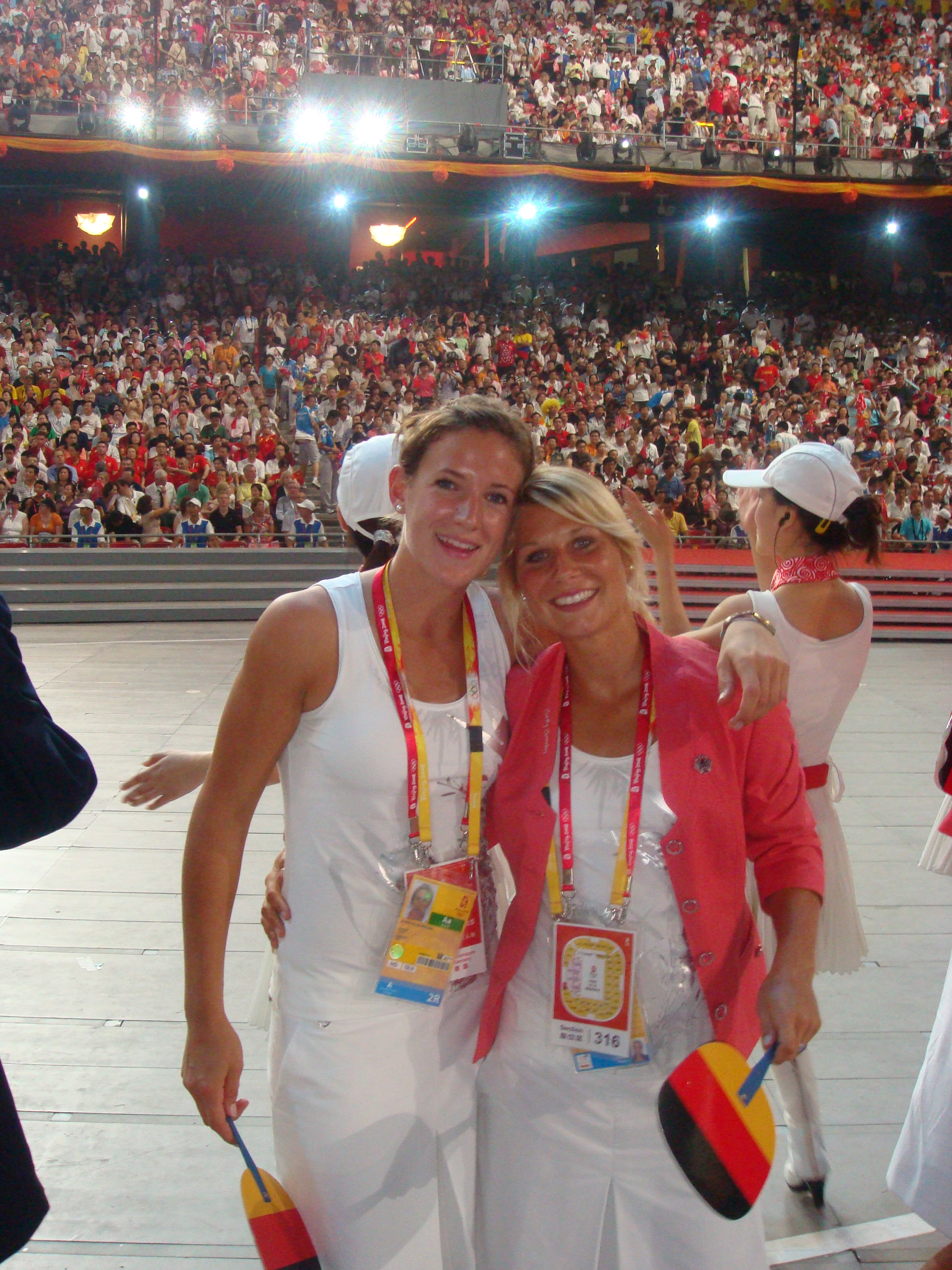
Eröffnungsfeier Olympische Spiele 2008 in Peking

Eileen Hoffmann (* 25. Juni 1984 in Berlin) ist eine deutsche Hockeyspielerin.
Eileen Hoffmann begann beim Berliner HC, mit dem sie von 1998 an acht Deutsche Jugend-Meisterschaften gewann. 2005 wurde sie mit der Damenmannschaft Deutsche Meisterin. Danach wechselte sie zu Rot-Weiss Köln. 2007 wurde die Stürmerin mit den Kölnern Deutsche Meisterin und 2008 Vizemeisterin. Mit dem Wechsel zum UHC Hamburg begann eine weitere Erfolgsserie. In der Saison 2009/2010 erreichten die UHC-Damen die Endspiele in Halle, Feld und im erstmals ausgetragenen ECCC (European Club Champions Cup) und wurden jeweils Vizemeister. Bei der dritten Finalteilnahme am Ende der Saison 2010/2011 in drei Jahren wurde der UHC zum zweiten Mal in drei Jahren deutscher Meister durch ein 4:1 im Endspiel gegen Rotweiß Köln. In der Saison 2011/2012 erreichte sie mit dem UHC zum zweiten Mal die Final Four der ECCC und wurde dort Dritte. Als Ligasieger wieder für die ECCC 2013 qualifiziert, schloss der Verein die Saison als Vizemeister ab. Nach zwei weiteren Vizemeistertiteln 2013 und 2014 gelang im Jahr 2015 bei den Final Four in Hamburg der erneute Gewinn des Meistertitels durch 4:1 gegen den Münchner SC; der DM-Titel wurde auch 2016 in Mannheim durch einen Sieg im Penaltyschießen gegen Rotweiß Köln nach 2:2 in der regulären Spielzeit gewonnen. Im Jahr 2015 gewann sie mit den Damen des Uhlenhorster HC den Halleneuropacup in Šiauliai nach 8:0 im Endspiel gegen Campo de Madrid. Im Jahr 2016 belegte sie mit dem Uhlenhorster HC den 3. Platz beim Europacup EHCCC und gewann 2017 abermals die Deutsche Meisterschaft.
Eileen Hoffmann wurde von 1999 bis 2005 in 85 Altersklassen-Länderspielen eingesetzt und erzielte dabei 57 Tore. Unter anderem war sie Vizeeuropameisterin mit der U16, mit der U18 gewann sie 2001 die Europameisterschaft und 2005 wurde sie Vizeweltmeisterin mit der U21. Bereits 2002 debütierte Eileen Hoffmann in der deutschen Hockeynationalmannschaft, 2004 wurde sie in Argentinien Zweite bei der FIH Champions Trophy. 2007 siegte sie mit der deutschen Mannschaft bei der Europameisterschaft in Manchester. Bei ihrer vierten Champions-Trophy-Teilnahme belegte sie 2008 nach Platz 5 2005 und Platz 3 2007 den zweiten Platz. Bei der Weltmeisterschaft in Rosario/Argentinien 2010 wurde wieder der vierte Platz erreicht, nach dem erfolgte mit dem Gewinn der Europameisterschaft 2013 einer der jüngsten Erfolge der Damen-Hockey-Nationalmannschaft. Bei den Olympischen Spielen 2008 belegte sie den vierten Platz. 2016 wurde sie für ihre 2. Olympischen Spiele in Rio nominiert, die sie aber unglücklicherweise durch eine Kreuzbandverletzung verpasste. Aus dieser Verletzungspause kehrte sie noch stärker zurück und gewann mit dem UHC Hamburg die anschließende Deutsche Meisterschaft 2017 und wurde als beste Spielerin der Endrunde ausgezeichnet.
Eileen Hoffmann hat 233 Länderspiele absolviert und erzielte dabei 70 Länderspieltore.
Beruflich hat Eileen Hoffmann trotz ihrer Leistungssportkarriere schon viele akademische Stationen durchlaufen. Nach dem BWL-Studium folgte noch eine Ausbildung zur Kauffrau im Groß und Außenhandel und ein Trainee bei der Audi AG. 2016 bekam sie ein Stipendium der SPOAC by WHU Otto Beisheim School of Management und schloss den MBA General Management for Leadership erfolgreich ab.